# 1976년 롯데 자이언트 시즌
1976년 롯데 자이언트 시즌은 롯데 자이언트가 창단 이후 본격적으로 경기를 치른 첫 시즌이다. 김동엽 감독이 팀을 이끌었으며, 춘계리그 3위, 하계리그/추계리그 우승, 부산시장기 4강의 기록을 세웠고 이 해부터 1978년까지  가고시마에서 자매팀 롯데 오리온즈와 합동훈련을 했다.

## 타이틀
- 세계야구선수권대회 국가대표: 김동엽(코치), 계형철, 유남호, 김인식

## 선수단
- 투수 주동식과 김호선은 원년 멤버로 등록되었으나 입단하지 않고 일본에서 선수 생활을 이어갔다.
- 투수 : 계형철, 남우식, 김홍곤, 양한철, 유남호
- 포수 : 송종창, 손상대, 카나야마, 박창수, 예형수
- 내야수 : 김정수, 천보성, 윤병선, 황기화, 김인식, 박홍석, 조국현, 민경수, 차영화
- 외야수 : 김성관, 정현발, 호시야마, 이수찬, 조창수, 김봉기
- 지명타자 : 김관

## 같이 보기
- 1977년 롯데 자이언트 시즌